# Just for You (singolo Lionel Richie)
Just for You è un singolo del cantante statunitense Lionel Richie, pubblicato nel 2004 come primo estratto dall'album omonimo.
Nel 2012 ci fu una riedizione del brano in collaborazione con il cantante statunitense Billy Currington, inclusa nel decimo album in studio Tuskegee.

## Video musicale
Esistono due versioni del videoclip.
- Quello della versione originale nel quale il protagonista è Lionel Richie, girato a scene alterne tra uno studio di registrazione, una casa nel quale fa sesso con una modella che successivamente si addormenta e varie zone di New York.
- Per la riedizione 2012 è stato pubblicato un nuovo videoclip nel quale viene mostrato interamente il cantante che canta con Billy Currington all'interno di uno studio di registrazione.

## Classifiche
| Classifica (2004) | Posizione massima |
| ----------------- | ----------------- |
| Austria           | 24                |
| Belgio (Fiandre)  | 53                |
| Belgio (Vallonia) | 58                |
| Germania          | 24                |
| Italia            | 25                |
| Paesi Bassi       | 47                |
| Regno Unito       | 20                |
| Russia            | 87                |
| Stati Uniti       | 92                |
| Svezia            | 51                |
| Svizzera          | 35                |